# Museu do Exército de Chisinau
O Museu do Exército de Chișinău (em romeno:  Muzeul de Armatei din Chișinău), ou apenas Museu Militar, é uma instituição cultural e científica subordinada ao Ministério da Defesa da República da Moldávia. O museu está localizado na Rua Tighina nº 47, dentro da Agência de Ciência e Memória Militar em Chisinau, e funciona desde 1995. Sua missão é coletar, preservar e valorizar bens histórico-culturais e refletir por meio de peças museológicas a evolução da história e da arte militar nacional.
As exposições do museu são organizadas cronologicamente, começando pela pré-história e indo até a fase do "Exército Nacional Contemporâneo".
Entre as peças expostas no museu estão: armas; peças de arreios e vestuário militar, equipamentos militares, objetos heráldicos, imagens originais, documentos de época, mapas, etc. O museu também abriga uma Exposição Básica sobre o Terror Soviético e um Memorial da Cabeça-de-Ponte de Şerpeni. A instituição publica a revista de história militar Cohorta ("Coorte", a formação romana). Diversas exposições temáticas temporárias estão disponíveis aos visitantes.

## Galeria de imagens

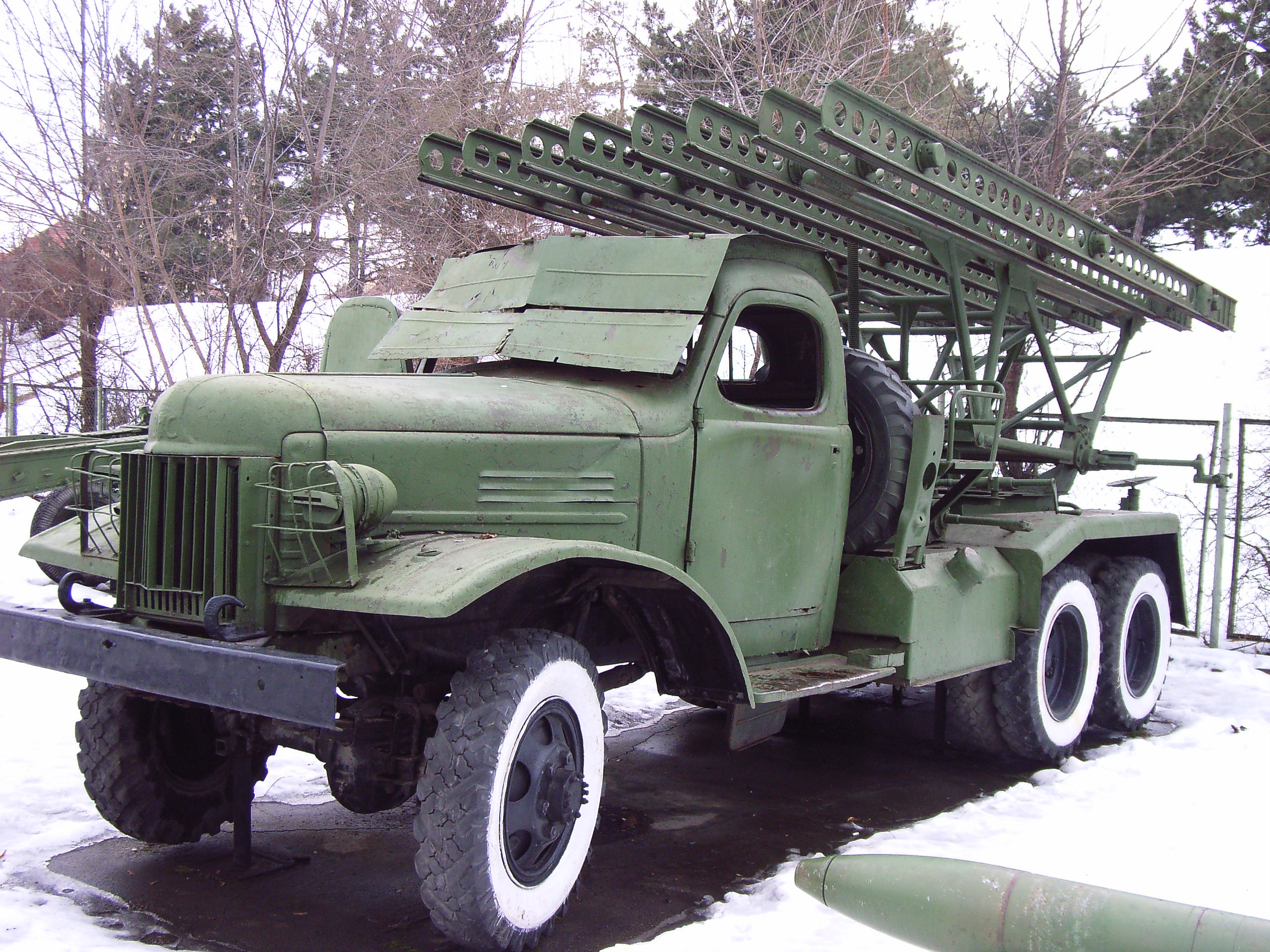
Lançador de foguetes Katyusha.
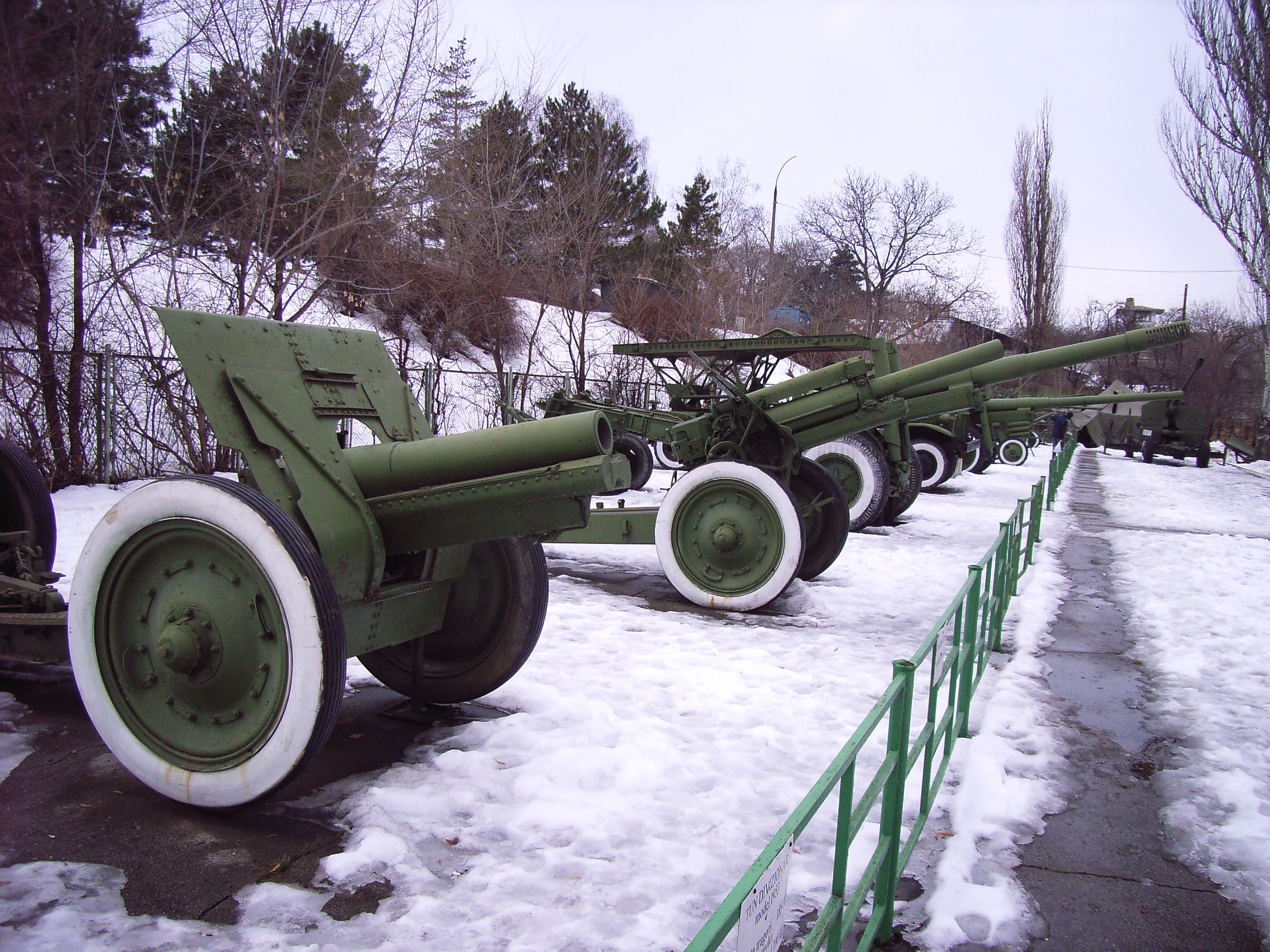
Peças de artilharia, da esquerda para a direita: M1910/30, M1937, M1938, BM-13-16, etc.
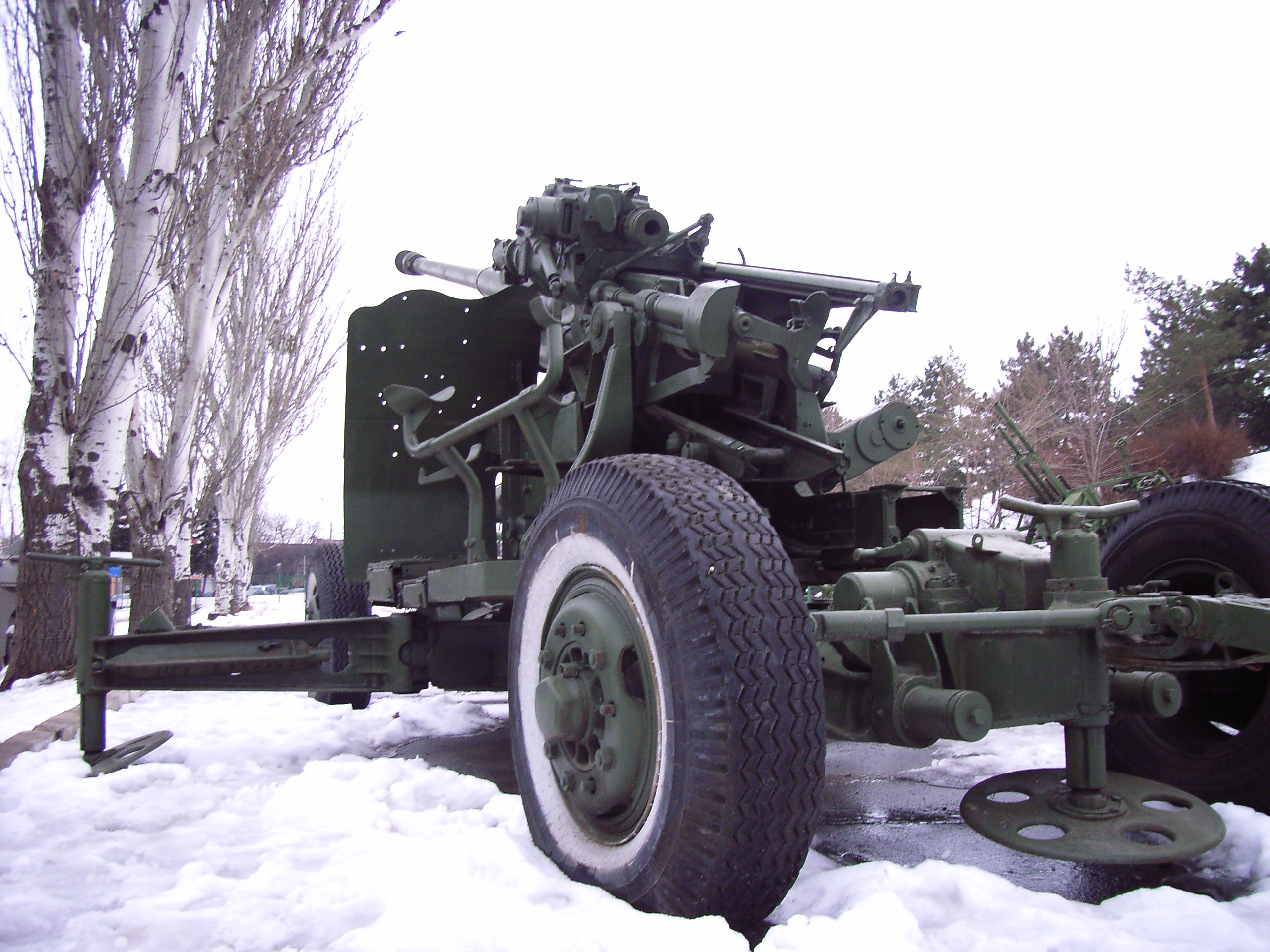
Canhão de defesa antiaérea KS-19 de 100mm.
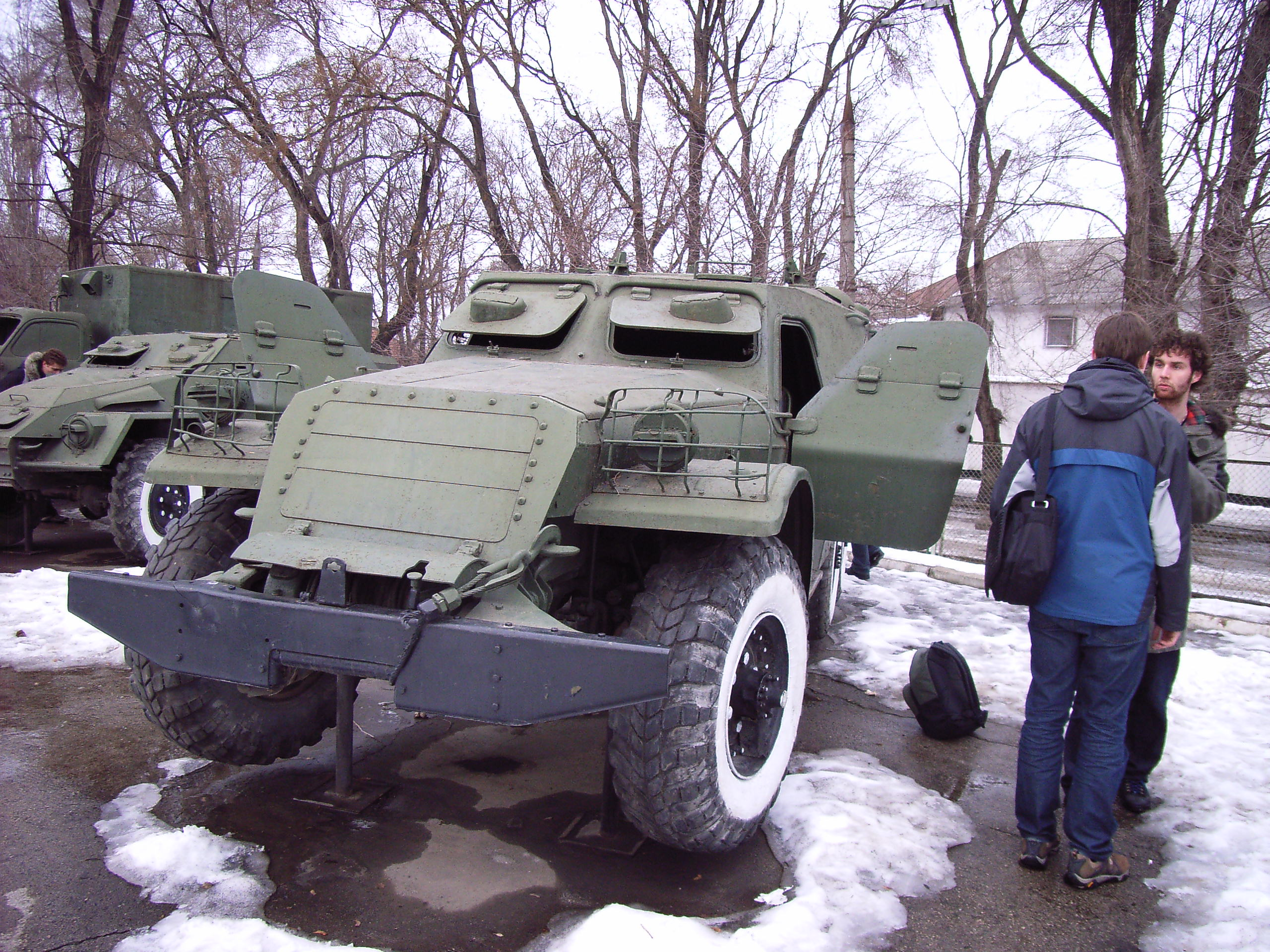
Transporte blindado BTR-152.
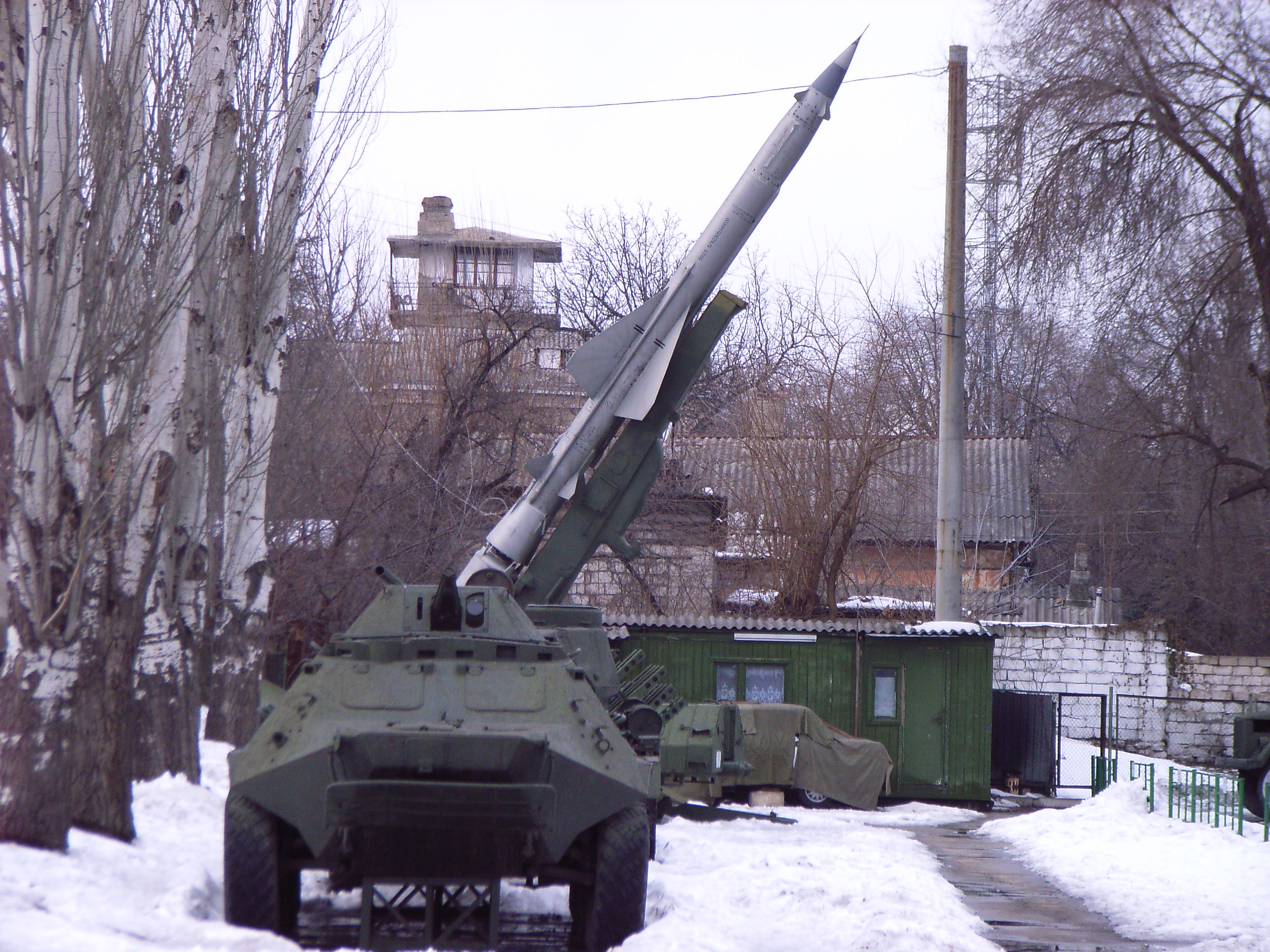
BTR-60 e o sistema de defesa S-75 Dvina.
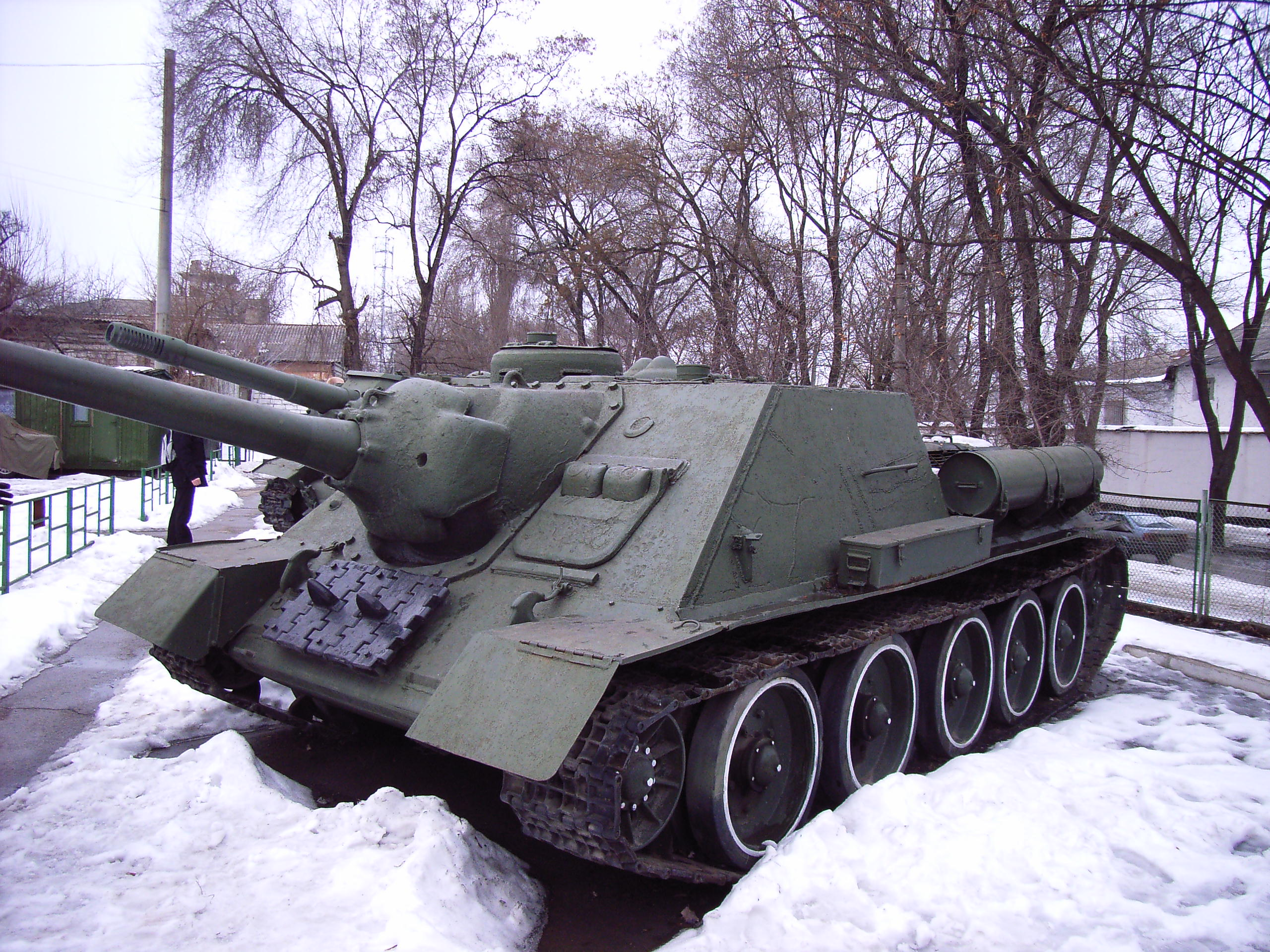
Canhão automotor SU-100.
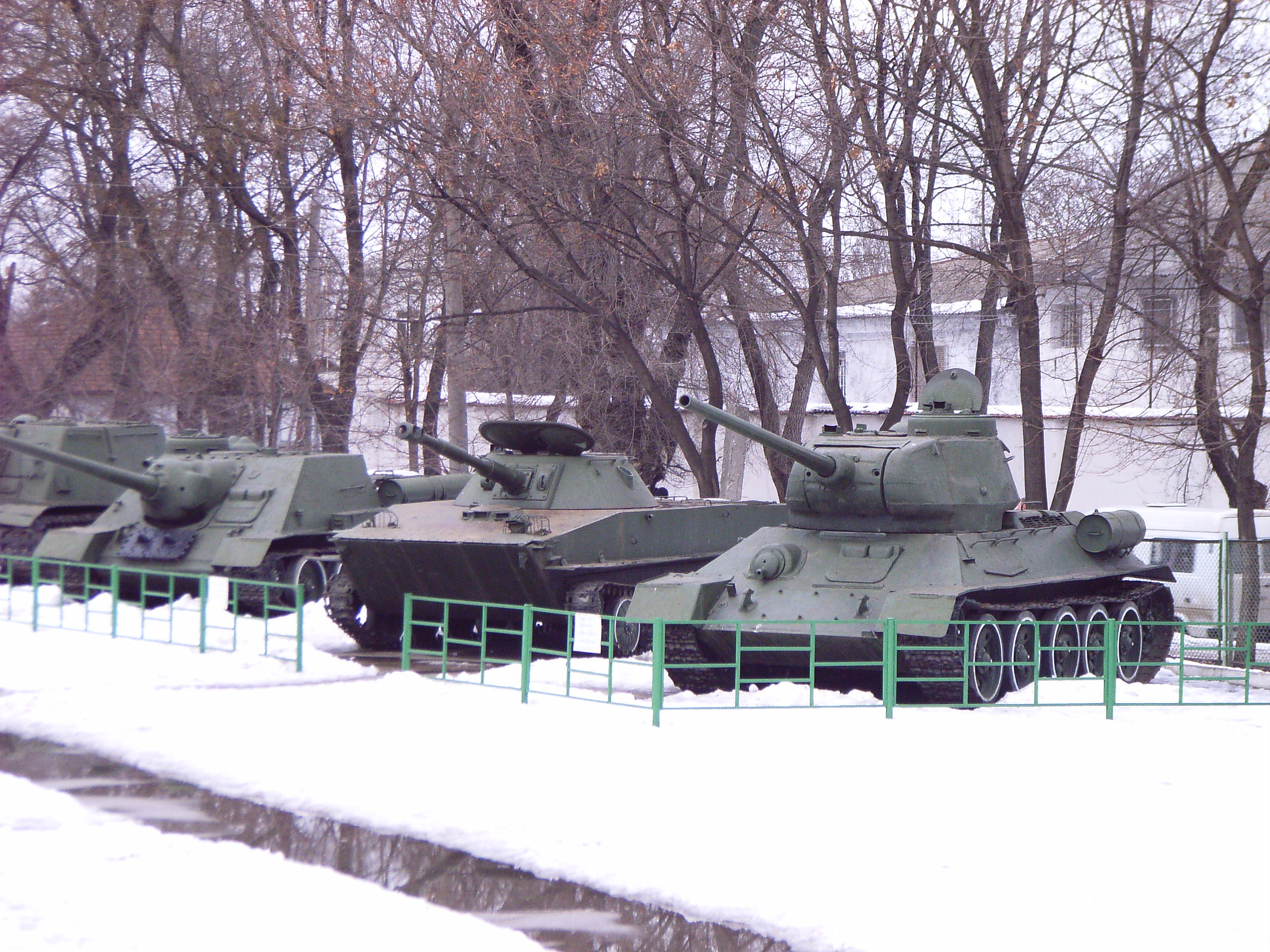
SU-100, PT-76 e T-34.
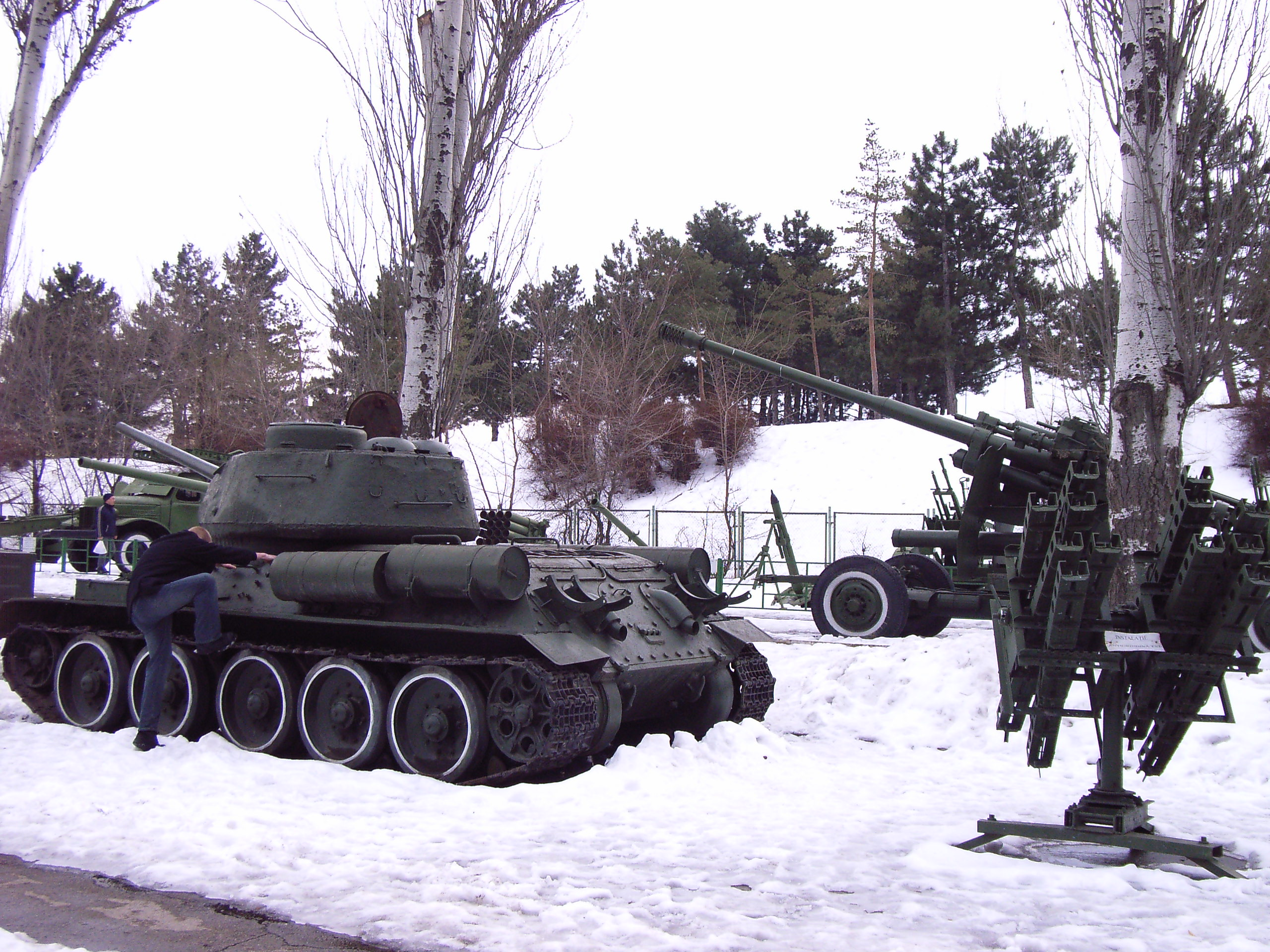
Um visitante sobe em um T-34.
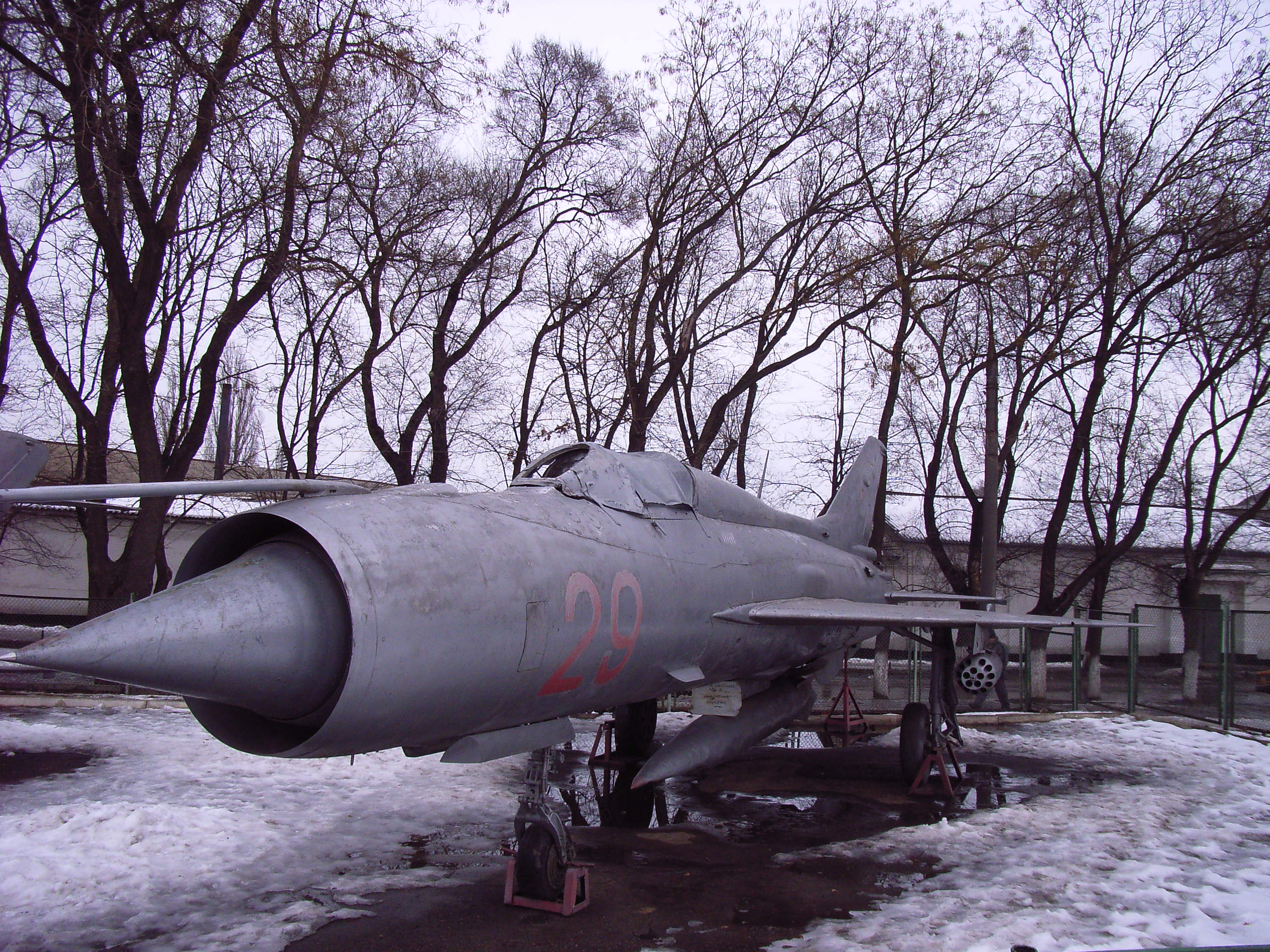
Avião MiG-21.
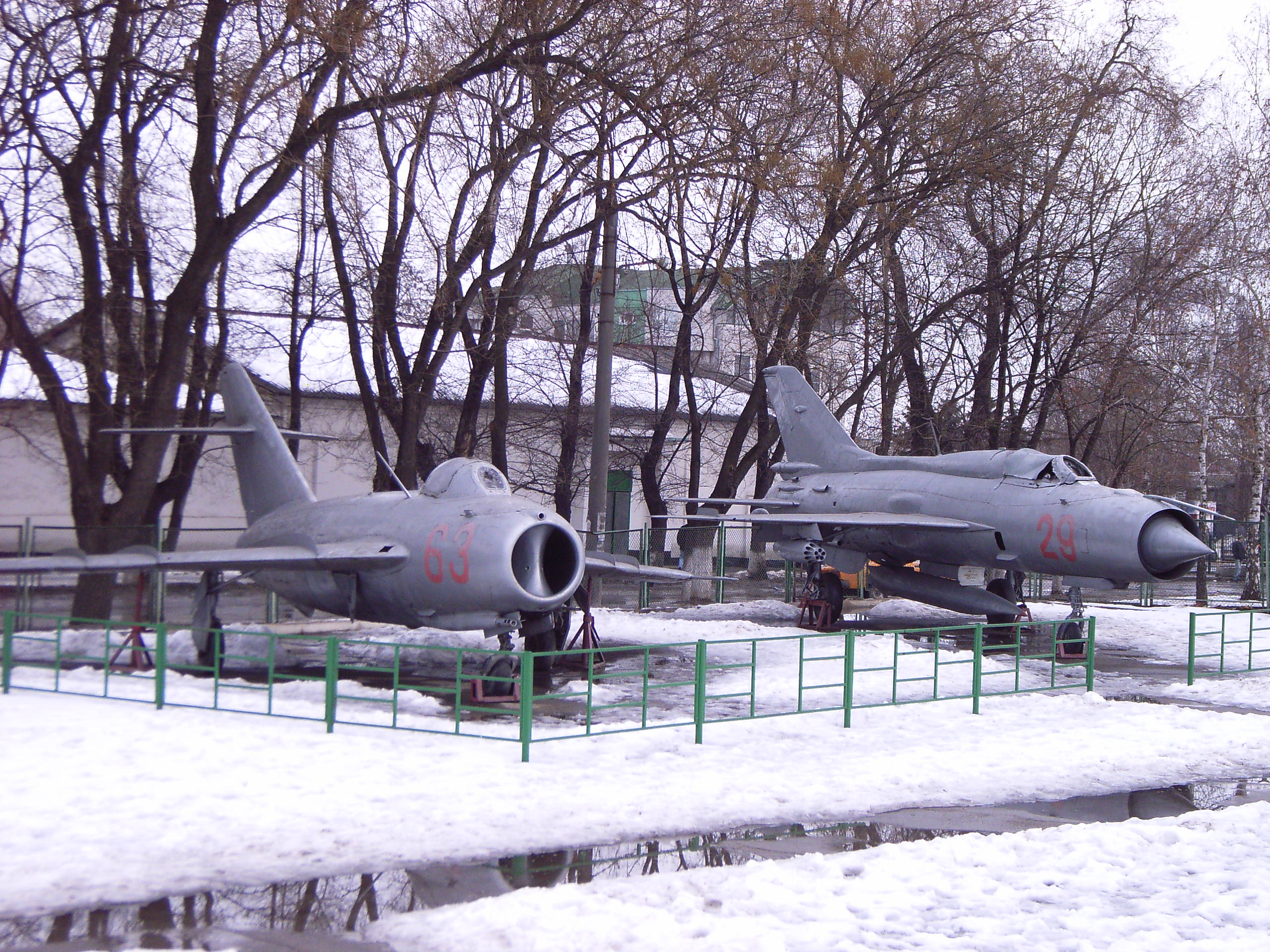
Caças MiG-17 e MiG-21.
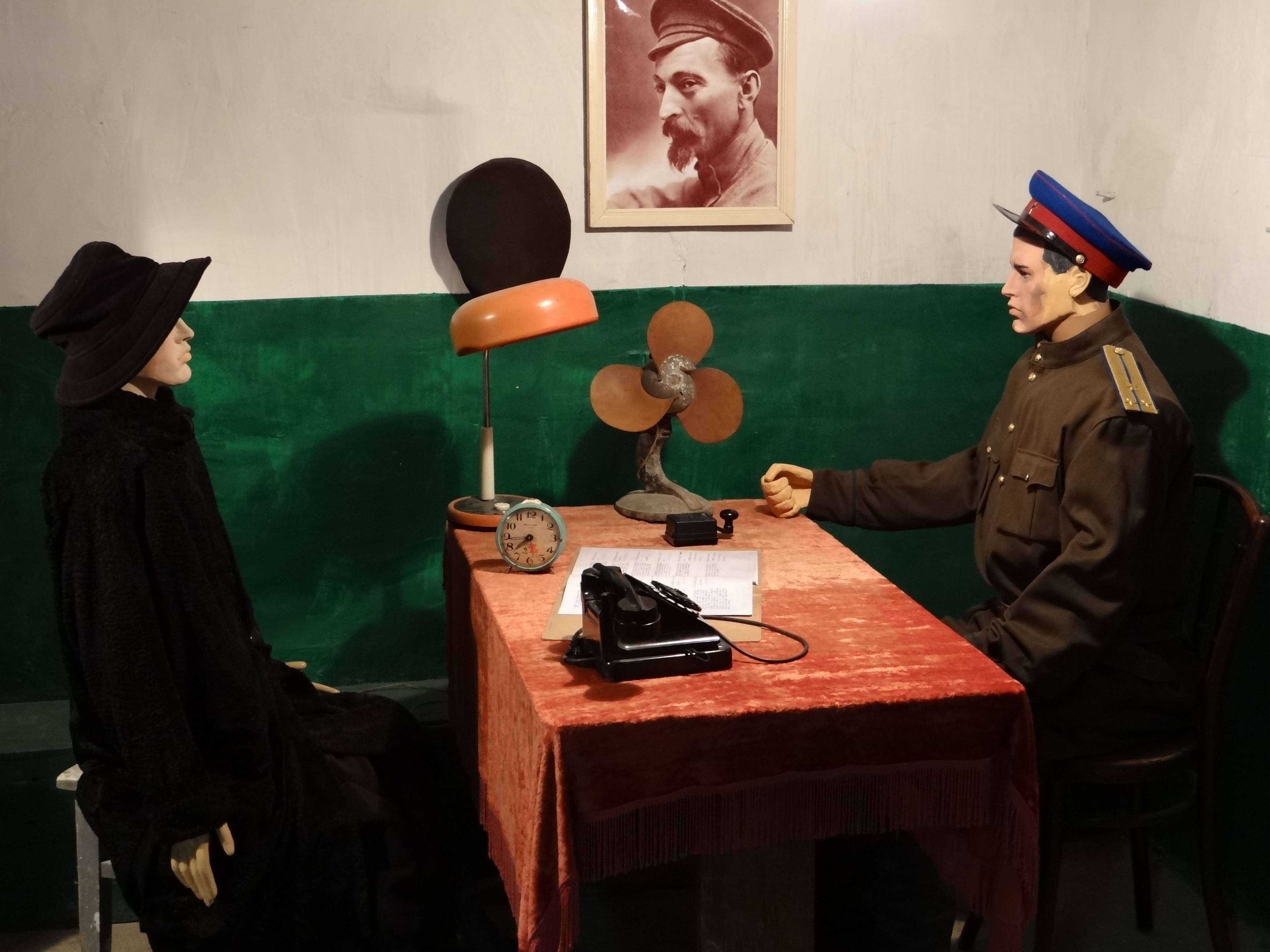
Diorama representando um interrogatório da NKVD.
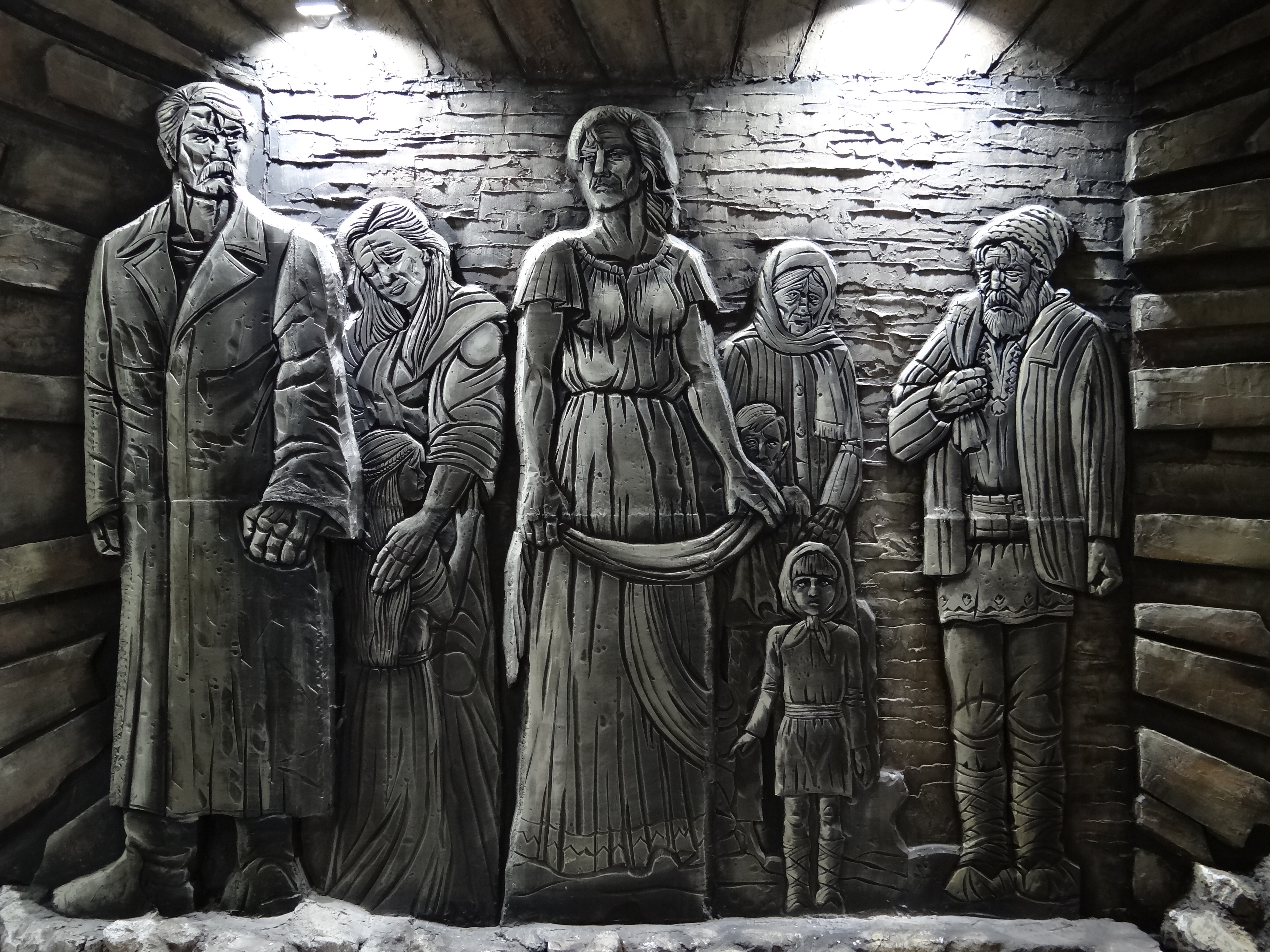
Friso representando deportados da era soviética.